# 슈판다우 교도소

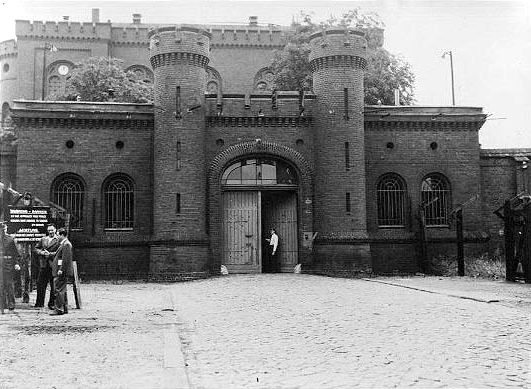
1951년 슈판다우 교도소

슈판다우 교도소는 서베를린 슈판다우구에 위치한 교도소이다. 원래는 1876년에 지어진 군사 감옥이었지만, 나치 치하에서 프로토 포로 수용소가 되었다. 전쟁이 끝난 후, 나치 최고 지도자 7명이 뉘른베르크 재판에서 유죄 판결을 받았다. 1987년 8월 루돌프 헤스가 사망한 후, 감옥은 네오나치의 성지가 되는 것을 막기 위해 독일에 주둔한 영국군을 위한 쇼핑센터로 대체되었다.

## 같이 보기
- 란츠베르크 교도소
- 스가모 구치소